# Хоэнфельде (Штормарн)
Хоэнфельде (нем. Hohenfelde) — община в Германии, в земле Шлезвиг-Гольштейн.
Входит в состав района Штормарн. Подчиняется управлению Триттау. Население составляет 48 человек (на 31 декабря 2010 года). Занимает площадь 1,63 км².